# Luciano Ciancola
Luciano Ciancola (ur. 22 października 1929 w Rzymie, zm. 25 lipca 2011 w Ardei) – włoski kolarz szosowy, złoty medalista mistrzostw świata.

## Kariera
Największy sukces w karierze Luciano Ciancola osiągnął w 1952 roku, kiedy zdobył złoty medal w wyścigu ze startu wspólnego amatorów podczas mistrzostw świata w Luksemburgu. W zawodach wyprzedził bezpośrednio Belga André Noyelle oraz reprezentanta gospodarzy - Rogera Ludwiga. Był to jednak jedyny medal wywalczony przez Ciancolę na międzynarodowej imprezie tej rangi. W tym samym roku wygrał włoski Gran Premio Città di Camaiore, w 1950 wygrał Giro di Campania, a w 1955 roku był najlepszy w Circuito delle Case Bruciate. Trzykrotnie startował w Giro d'Italia, najlepszy wynik osiągając w 1964 roku zajął 61. miejsce w klasyfikacji generalnej. Nigdy nie wystąpił na igrzyskach olimpijskich. Jako zawodowiec startował w 1952-1960.

## Najważniejsze zwycięstwa i sukcesy
- 1950
  - 1. Giro di Campagna
- 1952
  - mistrzostwo świata amatorów w wyścigu ze startu wspólnego
- 1953
  - etap w Tour of Britain